# Star Wars: Knights of the Old Republic
Star Wars: Cavaleiros da Velha República (do inglês: Knights of the Old Republic - KotOR) é um jogo eletrônico de RPG desenvolvido em 2003 pela Aspyr para computador com o sistema Apple Macintosh, e pela BioWare para videogame Xbox em julho de 2003 e para computador com o sistema Microsoft Windows em novembro de 2003 e, publicado pela LucasArts e Disney.
Este jogo é o primeiro do ramo de RPG para a saga de Star Wars. A sequência Star Wars: Cavaleiros da Velha República II: Os Lords Sith foi desenvolvida pela Obsidian Entertainment sob sugestão da BioWare.

## Jogabilidade
O sistema do jogo é baseado no RPG de mesa da Wizards of the Coast Star Wars Roleplaying Game, o qual tem regras derivadas do sistema d20, lançado na terceira edição de Dungeons & Dragons. O combate e baseado em rounds; o tempo também é dividido em rounds e os combatentes atacam e reagem ao mesmo tempo. Entretanto, o número de ações que um combatente pode fazer por round é limitado. Enquanto o combate está ocorrendo o jogador pode pausar o jogo e configurar, ao seu gosto, o seu personagem.
O alinhamento de rumos para o light ou dark side da Força é determinado por ações e diálogos que o jogador pode fazer ou não pelo jogo. Generosidade e altruismo leva ao lado bom da Força, já pensar em si mesmo e ações violentas podem levar ao lado negro da Força, o que vai alterar a aparência do personagem, tornando seus olhos amarelos e sua pele cinza.

## História
Darth Malak, um Lorde Negro dos Sith e aprendiz de Darth Revan, soltou a armada Sith contra a República Galáctica. A ação de Malak deixa os Jedi amedrontados e vulneráveis; muitos Cavaleiros Jedi morrem na batalha e outros se aliam à Malak. O jogo abre com o personagem que o jogador customizou, e que pode ser tanto masculino quanto feminino, acordando dentro de uma nave republicana prestes a ser destruída, e sem nenhuma memória do passado. Depois de escapar da nave, o personagem vai ganhando companhias e vai lembrando de partes do seu passado, enquanto tenta impedir as forças de Malak. Para fazê-lo, o personagem principal e seus companheiros procuram por Star Maps (Mapas estelares), que juntos revelam a localização da Star Forge, uma antiga estação estelar que dá enorme força à Malak.
Dependendo das ações do personagem, ele pode usar a Star Forge para derrotar os Sith, como roubar o poder da estação de Malak para dominar a Galáxia, se tornando um Lorde Negro dos Sith.

## Personagens e locais
Personagens que se juntam ao personagem principal da história:
- A Jedi Bastila Shan
- O Jedi Jolee Bindo
- A Jedi Juhani
- O soldado Carth Onasi
- O mercenário Canderous Ordo
- O dróide HK-47
- A Twi'lek adolescente Mission Vao
- O wookie Zaalbar
- O dróide T3-M4

Outros Personagens da História:
- O caçador de recompensas Calo Nord
- O Almirante Saul Carath
- O Sith Darth Bandon
- O Sith Darth Malak
- O Mestre Jedi Vandar Torake

Locais:
- Endar Spire (onde o jogador começa.)
- Taris
- Dantooine
- Tatooine
- Kashyyyk
- Manaan
- Korriban
- Yavin (onde o jogador pode comprar equipamentos mais poderosos que o comum.)

Outros locais:
- Leviathan
- Ebon Hawk
- Star Forge